# 榮譽勳章：鐵血悍將
《榮譽勳章：鐵血悍將》為美商藝電旗下的洛杉磯工作室Danger Close所開發的一款第一人稱射擊遊戲，遊戲劇情承接上一代《榮譽勳章》。游戏剧情再次讲述美軍AFO一級戰士小組的故事，並且這次的衝突將擴及全球許多國家的特種部隊包括英國特種空勤團、特種空勤團 (澳大利亞)、德國海陸空三棲特種部隊（Kommando Spezial Kraefte）與波蘭行動應變及機動組也紛紛加入了這場危及世界安全的衝突之中。
這次遊戲將完全採用戰地風雲系列製作團隊DICE所開發的最新一代物理破壞引擎Frostbite 2.0來進行遊戲開發，而多人連線模式也改為由Danger Close自行開發與設計。
《榮譽勳章：鐵血悍將》XBOX 360版本、PlayStation 3版本、PC版本於2012年10月23日在北美地區/亞洲地區上市，而歐洲地區則在2012年10月25日三平台上市。

## 故事章節

### 故事介紹
遊戲開始是敘述Mother（老媽）、Preacher（牧師）、以及Voodoo（巫毒）、前往巴基斯坦的卡拉奇港口秘密調查一艘貨船，由於該貨船牽涉到基地組織的黑市武器交易，因此他們被派來破壞這個交易，當隊員在貨車上成功安置炸彈並引爆後，卻引發大爆炸使整艘貨船也隨之毀滅……

## 登場人物介紹

### 馬科特遣隊（Task Force Mako）
由聯合特種作戰司令部屬下美國海軍特種作戰開發組的幹員組成的特遣隊，專責於在全球各地打擊恐怖主義。
- 樹樁（Stump）：本名凱爾·亨德里克斯（Kyle Hendrix），美國海軍特種作戰開發組特等射手，階級為上士（E-6），為玩家控制角色之一。在加入海豹部隊前為灰熊特遣隊所屬的一名美國海軍陸戰隊員。於“野兔”陣亡數年後被調派到“老媽”的小隊中服役。

- 牧師（Preacher）：本名托馬斯·沃克（Thomas Walker），美國海軍特種作戰開發組步槍兵，階級為士官長（E-7），為前作登場角色之一，在本作中作為玩家控制角色登場。沈默寡言，對在阿富汗和巴基斯坦等地執行任務有著豐富的經驗。長年在海外執行任務而導致其與妻子的婚姻關係出現裂縫。在菲律賓的行動中為了拯救人質而與“老媽”共同作出擅自作主的決定，導致兩人被停職。隨後與“老媽”一同被“髒人”招募到“黑鳥特遣隊”執行追蹤PETN的秘密任務。於結束一切中回歸馬科特遣隊。

- 老媽（Mother）：美國海軍特種作戰開發組幹員，階級為海軍少校（O-4），為前作登場角色之一。十分照顧隊友，因而被“牧師”和“巫毒”戲稱其為“老媽”（Mom）。在菲律賓的行動中為了拯救人質而與“牧師”共同作出擅自作主的決定，導致兩人被停職。隨後與“牧師”一同被“髒人”招募到“黑鳥特遣隊”執行追蹤PETN的秘密任務。與“牧師”在杜拜行動期間一同被薩拉丁的手下綁架，後在動盪之夜中因拒絕向薩拉丁供出情報而遭其槍決死亡。

- 巫毒（Voodoo）：美國海軍特種作戰開發組幹員，階級為二等士官長（E-8），為前作登場角色之一。在本作中與“樹樁”和“野狗”為搭檔。

- 野狗（Dingo）：美國海軍特種作戰開發組幹員，階級為上士（E-6），與“樹樁”和“巫毒”為搭檔。

- 迪克（Tick）：於來龍去脈中首度登場，階級為上士（E-6）。

- 猛虎12（Tiger 12）：菲律賓海軍特種作戰群（英语：NAVSOG）幹員，僅於情勢轉折和急流勇退中登場。在情勢轉折尾段把作戰指揮權交給“老媽”。於急流勇退撤離期間被阿布沙耶夫狙擊手擊中受傷。

### 黑鳥特遣隊（Task Force Blackbird）
由中央情報局特別活動部的特工組成的特遣隊，成員皆為特種作戰部隊老兵。專責於在全球各地進行非法和隱蔽的軍事行動。
- 髒人（Dusty）：前第75遊騎兵團（在過場片段中可從其杯子的圖案得到暗示）及三角洲部隊幹員，為前作登場角色之一，留有厚長的胡子、並戴著墨鏡和帶有“FDNY”（紐約市消防局）字樣的棒球帽。似乎因在作戰中失去右腳而從陸軍退伍。目前為中情局效力，把被海軍停職的“牧師”和“老媽”招募入黑鳥特遣隊，並在幕後為馬科特遣隊和黑鳥特遣隊提供情報支援。於結束一切中參與了作戰行動，與“樹椿”一同為馬科特遣隊針對敵方提供監視。

- 牧師（Preacher）

- 老媽（Mother）

- 阿賈布（Ajab）：巴基斯坦籍特工，只於甕中之鱉中登場，與“牧師”和“老媽”一同行動。

### 灰熊特遣隊（Task Force Grizzly）
由駐守阿拉伯半島的美國海軍陸戰隊遠征部隊組成的特遣隊，配備重火力武器並具備两棲作戰能力。在岸邊度假中與馬科特遣隊一同作戰。
- 賴特（Wright）：與馬科特遣隊一同行動的美國海軍陸戰隊小隊所屬機槍手，階級為中士。

- 沙珊那（Xaysana）：與馬科特遣隊一同行動的美國海軍陸戰隊小隊所屬隊長，階級為中士。

- 特蘭（Tran）：與馬科特遣隊一同行動的美國海軍陸戰隊小隊所屬醫療兵，階級為准下士。

### 阿特拉斯特遣隊（Task Force Atlas）
由10個國家的12支第一層級特種部隊所組成的特遣隊，以促進各國特種部隊間的交流合作和聯合訓練為前提下成立。為聯機模式的主要登場陣營。在戰役關卡昔日戰友中亦有來自波蘭行動應變及機動組的幹員與馬科特遣隊合作進行抓捕軍火商人斯托萬·波西奇的作戰。
- 格列科（Greko）：波蘭行動應變及機動組所屬幹員，與“巫毒”為舊識，在昔日戰友中跟馬科特遣隊合作在波斯尼亞抓捕軍火商人斯托萬·波西奇。

- 馬涅克（Maniek）：波蘭行動應變及機動組所屬爆破專家，在昔日戰友中跟馬科特遣隊合作在波斯尼亞抓捕軍火商人斯托萬·波西奇。

### 敵對勢力
本作中登場的敵對勢力包括：阿爾蓋達、阿布沙耶夫、索馬里青年黨、三軍情報局及反派角色僱用的僱傭兵。
- 教士（The Cleric）：本名哈桑·拉希德（Hassan Rasheed），阿爾蓋達的領袖，為一名富有的杜拜銀行家。密謀策劃使用PETN炸藥發動針對異教徒的襲擊。在好聚好散中一度被“牧師”和“老媽”捕獲，但隨著兩人被薩拉丁俘虜導致任務失敗後，“教士”開始躲藏起來。最後於結束一切中，其藏身據點被馬科特遣隊攻破，教士本人亦綁上炸藥並手執引爆器拒絕投降，隨後被“牧師”開槍擊斃。

- 薩·拉丁（Sad Al Din）：教士的保鏢，本性兇殘和脾氣暴躁。於情勢轉折中首度登場。在好聚好散中俘虜“牧師”和“老媽”，並在動盪之夜中得知兩人被帶到一艘貨船上。期間薩·拉丁嘗試從兩人得到有用的情報但不成功。因在盤問過程中被“老媽”挑釁而一槍把對方擊斃。後在“牧師”成功脫身後被其毆打至半死，然後轉交給馬科特遣隊進行盤問，從而得知哈桑·拉希德就是教士。

- 馬萬·哈利法（Marwan al-Khalifa）：阿布沙耶夫成員，於情勢轉折中被“猛虎12”開槍打中上肩受傷，但仍然生還。在熱力追緝的過場片段中出現在馬德里的列車上，碰巧列車駛經“牧師”身處的車站，“牧師”發現他後立刻嘗試截停列車，然而馬萬隨即引爆了自殺式炸彈與車上乘客同歸於盡，在車站的“牧師”也被爆炸波及而需送院。

- 法拉茲·伊克巴爾·汗（Faraz Iqbal Khan）：巴基斯坦籍軍火商人，與教士存在著合作關係。於甕中之鱉中被“牧師”和“老媽”捕獲，並從其口中得知杜拜銀行家哈桑為PETN供應者的消息。隨後被身份不明的狙擊手滅口。

- 斯托萬·波西奇（Stovan Bosic）：波斯尼亞籍軍火商人，曾經在波斯尼亞戰爭和科索沃戰爭中與美國合作，並認識“髒人”。擁有一支私人軍隊。在昔日戰友中得知為PETN炸藥的買家，因而被馬科特遣隊和阿特拉斯特遣隊追捕。最後在嘗試開車逃走時被“樹椿”制伏，並被要求供出與PETN炸藥相關的情報。

### 其他人物
- 阿蓋爾勒斯（Argyrus）：中情局安插在阿爾蓋達的臥底特工，成功滲透到該組織位於也門的訓練基地，為惡魔之眼中的玩家控制角色。在該關卡中按教士的指示進行各種訓練。據“髒人”所指，“阿蓋爾勒斯”目前下落不明。

- 莉娜·沃克（Lena Walker）：“牧師”的妻子。

- 伊莎貝拉·沃克（Isabella Walker）：“牧師”的女兒。

## 戰役章節
在《榮譽勳章：鐵血悍將》的單人戰役遊戲中總共分為13大章節：
第一關－出乎意料
第二關－惡魔之眼
第三關－岸邊度假
第四關－熱力追緝（在這一關中採用極速快感系列的引擎製作了長達約七分鐘的追逐賽，不擅長賽車遊戲的玩家會在這一關被卡住而無法繼續進行遊戲。）
第五關－情勢轉折
第六關－急流勇退
第七關－帽子戲法
第八關－甕中之鱉
第九關－來龍去脈
第十關－好聚好散
第十一關－昔日戰友
第十二關－動盪之夜
第十三關－結束一切
- 註：以上皆為台灣官方中文版之翻譯名稱。

## 多人遊戲
這次的榮譽勳章多人遊戲完全是由Danger Close自行開發，但是在物理特效引擎方面是由美商藝電的另一款射擊遊戲《戰地風雲》系列的製作團隊DICE所提供的寒霜2引擎所開發，玩家將在全球性的戰爭中，在10个國家裡的12支特種部隊，選擇自己的國家來效命。

### 兵種
突擊兵（Assault）
狙擊兵（Sniper）
爆破兵（Demolitions）
前鋒兵（Point Man）
重機槍兵（Heavy Gunner）
特戰兵（Spec Ops）

### 特種部隊
以下為在《榮譽勳章：鐵血悍將》中，所收錄的各個國家的特種部隊：
| 國家     | 特種部隊                   |
| -------- | -------------------------- |
|          | SASR                       |
| 加拿大   | JTF2                       |
| 德国     | KSK                        |
| 挪威     | FSK                        |
| 波蘭     | GROM                       |
| 俄羅斯   | Alpha Group                |
| 大韓民國 | UDT/SEALs                  |
| 瑞典     | SOG                        |
| 英国     | SAS                        |
| 美国     | SEALs SFOD-D OGA (CIA SAD) |

### 自訂戰士
在遊戲中，玩家將可高度的自訂義自己的戰士，包括可選擇玩家在戰鬥中想使用的各國特種部隊，以及幾乎能完全自訂的槍枝改造模組，諸如槍管、瞄準器、附加武裝、槍托、槍枝塗裝等等的各種改造。

### Beta測試
在2012年10月5日時，美商藝電推出了專門在xbox 360版上的公開測試活動，在測試版遊戲中，一共開放了所有收錄在遊戲中的來自10個國家的12支特種部隊，並在Sarajevo Stadium 地圖中試玩全新的熱點模式（HOT SPOT）本次公測活動於10月15日結束。

## 遊戲配樂
在這次的《榮譽勳章》中，遊戲配樂依舊與上一代一樣請來雷明·賈瓦帝製作，並且總共製作了21首配樂，而其中兩首配樂則是由搖滾樂團聯合公園的隊長（兼MC、鍵盤手、吉他手）麥克·篠田來製作，而遊戲主題曲《玻璃城堡（Castle of Glass）》也是由聯合公園製作，聯合公園也與美商藝電合作拍了以《榮譽勳章》為主題的《Castle of Glass》的MV。
| 榮譽勳章：鐵血悍將（EA 遊戲原聲帶）（數位版本）（65:34） | 榮譽勳章：鐵血悍將（EA 遊戲原聲帶）（數位版本）（65:34） | 榮譽勳章：鐵血悍將（EA 遊戲原聲帶）（數位版本）（65:34） | 榮譽勳章：鐵血悍將（EA 遊戲原聲帶）（數位版本）（65:34） |
| 曲序                                                     | 曲目                                                     | 词曲                                                     | 时长                                                     |
| -------------------------------------------------------- | -------------------------------------------------------- | -------------------------------------------------------- | -------------------------------------------------------- |
| 1.                                                       | For Rabbit                                               | Ramin Djawadi                                            | 2:50                                                     |
| 2.                                                       | Deploy                                                   | Ramin Djawadi                                            | 2:39                                                     |
| 3.                                                       | NOC Out                                                  | Mike Shinoda                                             | 4:07                                                     |
| 4.                                                       | Lena's Theme                                             | Ramin Djawadi                                            | 3:26                                                     |
| 5.                                                       | Kit Up                                                   | Ramin Djawadi                                            | 3:28                                                     |
| 6.                                                       | Restless Natives                                         | Ramin Djawadi                                            | 3:21                                                     |
| 7.                                                       | Blackbird on a Wire                                      | Ramin Djawadi                                            | 3:20                                                     |
| 8.                                                       | Bridge the Gap                                           | Ramin Djawadi                                            | 2:11                                                     |
| 9.                                                       | Saa'iq                                                   | Mike Shinoda                                             | 4:33                                                     |
| 10.                                                      | The Raid                                                 | Ramin Djawadi                                            | 2:17                                                     |
| 11.                                                      | Force Multiplier                                         | Ramin Djawadi                                            | 2:54                                                     |
| 12.                                                      | Old Friend, New Foe                                      | Ramin Djawadi                                            | 3:03                                                     |
| 13.                                                      | Victory at Sea                                           | Ramin Djawadi                                            | 3:06                                                     |
| 14.                                                      | Resolve                                                  | Ramin Djawadi                                            | 2:44                                                     |
| 15.                                                      | Green Light                                              | Ramin Djawadi                                            | 4:35                                                     |
| 16.                                                      | H.A.H.O.                                                 | Ramin Djawadi                                            | 2:45                                                     |
| 17.                                                      | Medal Run                                                | Ramin Djawadi                                            | 2:16                                                     |
| 18.                                                      | For Mother                                               | Ramin Djawadi                                            | 3:05                                                     |
| 19.                                                      | Buzz in the Air                                          | Ramin Djawadi                                            | 2:10                                                     |
| 20.                                                      | Lena's Dream                                             | Ramin Djawadi                                            | 2:26                                                     |
| 21.                                                      | With Honor                                               | Ramin Djawadi                                            | 4:26                                                     |

## 資料片
《榮譽勳章：鐵血悍將》的首個資料片命名為《Zero Dark Thirty》（亞洲官方譯名“獵殺地圖包” ）預計將會在12月中旬於三平台上發售，而其中美商藝電宣布有購買限定版或豪華版用戶將可免費獲得該地圖包。地圖包內含兩張新的對戰地圖，與14個新的武器迷彩，其中1個塗裝是將所有Danger Close開發榮譽勳章的團隊的所有名子印在槍枝上的塗裝，而兩張新地圖是以當今現實世界中最危險的地區為原型——這兩個地方曾被美軍判定為基地組織（蓋達組織）的首領賓·拉登的藏身之處。

### 地圖介紹
- 德拉槍枝市場（Darra Gun Market）：全球最大的軍火交易市場，當地人熱情好客，但睚眥必報。當地的法律是由部落首領指定，不允許巴基斯坦警方進入。
- 奇特哈爾院子（Chitral Compound）：奇特哈爾位於巴基斯坦的最北部，西為阿富汗，北為中國。這個地區路途遙遠，道路崎嶇，由部落統治，即使是巴基斯坦的軍隊也無法控制該地區。

## 遊戲包版本
Origin 線上商店 數位豪華版：HK$489.00/NTD$1890.00
- “數位豪華版”獨享以下數位物品：

英國SAS特種部隊（預購解鎖多人遊戲）
獵殺地圖包（預購《榮譽勳章：鐵血悍將》）
美軍海豹部隊狙擊手及步槍（多人遊戲解鎖）
俄羅斯FSB的阿法小組重裝砲手（多人遊戲解鎖）
美軍三角特遣隊偵察兵
HK416專用的3種TRIJICON光學裝置
限量版實體包裝版：HK$389.00/NTD$1790.00（xbox360版）
- “限量版實體包裝版”獨享以下數位物品：

獵殺地圖包（預購《榮譽勳章：鐵血悍將》）
美軍海豹部隊狙擊手及步槍（多人遊戲解鎖）
美軍三角特遣隊偵察兵
HK416專用的3種TRIJICON光學裝置

## 評價
各家遊戲網評價多為負面，批評遊戲製作太過倉促，BUG過多（即使第一天更新了200MB的升級檔），糟糕的AI，主角沒有自己的特色。
Financial Post：恕難推薦（5.5/10）
CheatCodeCentral：粗糙且無聊（2.7/5）
IGN：絢爛的畫面與豐富歷程卻只能帶給玩家貧乏的體驗。此遊戲不值得玩家花時間去玩，你可以在其他遊戲得到更多樂趣！（4.0/10）
GameSpot：無法把眾多老梗融合為滿意的大作，讓遊戲成為一款中規中矩的軍事射擊遊戲。（6.0/10）

## 後續發展

### WII U版本
在2011年6月7日，E3 2011任天堂官方記者發布會上美商藝電代表约翰·里奇蒂耶洛（John Riccitiello）表示《榮譽勳章：鐵血悍將》將會在任天堂新的遊戲主機Wii U上推出。但最终游戏并没有在Wii U上发售。

### 銷售量
《榮譽勳章：鐵血悍將》在上市後首周的銷售量據官方統計有超過50萬，而在最近一次統計數據中為74萬，與上一代《榮譽勳章2010》首周共賣出130萬，並在年底銷售量更是突破500萬相比相差甚遠，雪上加霜的是許多知名遊戲評論網站普遍將該遊戲評分極差因此有分析師表示，這代的銷售量很難突破200萬。

### 戰地風雲4測試
美商藝電於遊戲發售前公布了凡只要購買《榮譽勳章：鐵血悍將》的限量版就可以參加預計將於2013年秋季展開的《戰地風雲4》（Battlefield 4）的Beta多人連線封測。

### 雪藏
由于《榮譽勳章：鐵血悍將》在销量和口碑上的双败，EA的首席运营官彼得·摩尔在公司2012年第三季度股东大会上宣布介于本作的表现，EA将暂停《荣誉勋章》系列的续作开发计划。

## 争议
据美国CBS的报道，由于7位来自海豹突击六队的士兵隐姓埋名向EA提供了与击毙賓·拉登相关的真实信息而被上级给与处分，这意味着他们将被罚去接下来两个月的半数工资，甚至有可能失去今后升迁的机会。

## 外部連結
- 官方网站 （英文）